# Хустед, Эрик
Эрик Хустед (дат. Erik Husted; 3 января 1900, Хельсингёр — 10 июля 1988, Копенгаген) — датский хоккеист на траве, нападающий, судья. Серебряный призёр летних Олимпийских игр 1920 года, участник летних Олимпийских игр 1928 года.

## Биография
Эрик Хустед родился 3 января 1900 года в датском городе Хельсингёр.
Играл в хоккей на траве за «Копенгаген» и «Ориент» из Конгенс Люнгбю.
В 1920 году вошёл в состав сборной Дании по хоккею на траве на летних Олимпийских играх в Антверпене и завоевал серебряную медаль. Играл на позиции нападающего, провёл 3 матча, мячей (по имеющимся данным) не забивал.
В 1928 году вошёл в состав сборной Дании по хоккею на траве на летних Олимпийских играх в Амстердаме, поделившей 5-6-е места. Играл на позиции нападающего, провёл 4 матча, забил 1 мяч в ворота сборной Швейцарии.
В 1948 году работал судьёй по хоккею на траве на летних Олимпийских играх в Лондоне. Отсудил 4 матча, в том числе полуфинальный между сборными Пакистана и Великобритании (0:2).
Изучал медицину в Хельсингёре и Копенгагене. В 1943 году стал профессором хирургии полости рта в Датском университете стоматологии, позднее стал его президентом. С 1965 года был председателем Скандинавского общества хирургии полости рта.
Занимал пост президента Федерации лыжного спорта Дании.
Умер 10 июля 1988 года в Копенгагене.

## Семья
Младший брат Отто Хустед (1902—1980) также играл за сборную Дании по хоккею на траве, в 1928 году выступал вместе с ним на летних Олимпийских играх в Амстердаме.